# Santa Clarita
Santa Clarita är den tredje största staden i Los Angeles County, Kalifornien, USA. 
Staden ligger cirka 55 km nordväst om det centrala "Downtown" Los Angeles och upptar större delen av Santa Clarita Valley.
Staden Santa Clarita bildades år 1987 genom en sammanslagning av områdena Canyon Country, Newhall, Saugus, Valencia och delar av Castaic.

## Geografi
Arealen är 123,9 km². Interstate 5 (I-5) passerar förbi Santa Clarita i nordsydlig riktning och går söder om staden samman med State Route 14 (CA-14) vid Newhall Pass. Vidare nås staden med en linje av pendeltågssystemet Metrolink.
År 1971 drabbades Santa Clarita av en jordbävning.

## Befolkning
Vid folkräkningen år 2000 fanns det 151 088 invånare i Santa Clarita. Invånarna identifierade sig själva (enligt United States Census Bureau) som 64,53% "vita", 2,07 afroamerikaner, 0,59% "indianer"/amerikansk ursprungsbefolkning, 5,24% asiater, 8,54% "av annan ras" och 3,89% "av två eller flera raser". 20,50% av befolkningen definierade sig som latinamerikaner "oavsett ras". År 2006 beräknades antal invånare till 177 158 personer. 
Per capita-inkomsten för staden var US$ 26 841. Av staden Santa Claritas befolkning beräknades ca 6,4% leva under fattigdomsgränsen (år 2004) jämfört med 13,1 % för hela USA och 13,3% för Kalifornien.

## Rekreation
Strax utanför Santa Clarita ligger nöjesparken Six Flags Magic Mountain